# Pipa snethlageae
Pipa snethlageae es una especie de anfibio anuro de la familia Pipidae. Se conoce poco sobre su distribución y ecología. Se ha registrado en diferentes puntos de la Amazonía central en Colombia, Perú, Guayana Francesa y Brasil. Tiene el cuerpo plano y ancho, y la cabeza es triangular. Tiene una coloración críptica, que le permite camuflarse entre la hojarasca y los sedimentos del fondo de charcas y lagos. Es marrón oscuro dorsalmente, y el vientre es oscuro en las hembras y más claro en los machos. La garganta muestra está moteada de negro. Las hembras son de mayor tamaño.
Es una especie completamente acuática que habita lagos y charcas permanentes asociados a colpas (vetas de sal usadas por los animales). Se alimenta de invertebrados y peces. Los huevos son depositados en la espalda de la hembra y se desarrollan bajo esta. Es una especie con desarrollo directo, es decir no tiene fase de renacuajo, por lo que eclosionan como pequeñas ranas.
Su nombre específico "snethlageae" es en honor de su colector, la zoóloga Emilia Snethlage.